# 이경수 (배구인)
이경수(李京洙, 1979년 음력 4월 27일 ~ )는 대한민국의 전 남자 배구 선수이자 현 배구 행정가로 포지션은 레프트로서 키는 197cm, 체중은 93kg, 스파이크 높이는 340cm, 블로킹 높이는 330cm이며 현재 광주 페퍼저축은행 AI 페퍼스의 사무국장으로 재직 중이다.

## 생애
유성초등학교, 대전중앙중학교, 대전중앙고등학교, 한양대학교를 졸업하고, 1997년부터 2011년까지 국가대표로 활약했고 프로 입단 후 김요한과 함께 오랫동안 의정부 KB손해보험 스타즈의 공격진을 이끌었다.
2009년 1월 27일 인천 대한항공 점보스와의 경기에서 프로 통산 2천 공격 득점을 기록하였고, 2012년 12월 29일 대전 삼성 블루팡스와의 경기에서는 프로배구 최초로 통산 3,000 공격득점을 기록하였다.
입단할 당시부터 논란을 빚어 왔음에도 흔들리지 않고 오랫동안 원 클럽 플레이어로 LG-LIG-KB를 지탱해 왔으나 2015-2016 시즌을 앞둔 상황에서 허리 부상 악화로 현역 은퇴를 선언했다.
은퇴 이후 대한민국 남자 배구 국가대표팀 트레이너, 목포대학교 배구부 감독, KB손해보험의 코치를 거쳤다.
신생 여자배구 팀 광주 페퍼저축은행 AI 페퍼스가 창단하자 창단 코치로 합류했고, 김형실 감독과 조 트린지 감독의 사퇴로 감독 대행만 두 차례 맡았다. 장소연이 3대 감독으로 선임된 후에는 프런트로 전향하여 페퍼저축은행의 사무국장을 맡기로 했다.

## 주요 수상 경력
- 2001년 아시아 배구 선수권 대회 공격상
- 2002년 부산 아시안 게임 금메달
- 2005년 아시아 배구 선수권 대회 서브상
- 2006년 도하 아시안 게임 금메달
- 2012년 KOVO컵 수원 프로배구 우승

## 스카우트 파동
2001년 한양대학교 졸업 전 드래프트를 거부하고 LG화재에 입단하게 되어 스카우트 파동이 일었고, 그 과정에서 LG화재는 2002 - 2003 슈퍼리그에 불참하는 사태가 벌어졌다. 이 사건으로 인해 그는 2002년 아시안 게임 이외에는 코트에 설 수 없었다. 이후 중재를 통해 드래프트를 거치게 되어 2003 - 2004 시즌에 정식 데뷔했다. 2002년 아시안 게임 금메달에 따른 병역 특례를 받아 기초 군사 훈련으로 인해 시즌이 시작한 후 조금 지나서 나설 수 있었다.